# 徐彥
徐彥（?—?），唐代人。籍貫不詳。
生平不詳，僅知其約活動於唐代贞元长庆年間。曾替《春秋公羊傳》做疏，即《春秋公羊传注疏》二十八卷，收入《十三经注疏》。